# 39.ª reunião de cúpula do G8
A 39.ª Cúpula dos Países Desenvolvidos (português brasileiro) ou 39.ª Cimeira dos Países Desenvolvidos (português europeu) realizou-se entre 17 e 18 de junho de 2013, em Lough Erne, Condado de Fermanagh, Irlanda do Norte, Reino Unido. Foi a sexta reunião do G8 a ser realizada no Reino Unido e a primeira a ser realizada na Irlanda do Norte. As primeiras Cúpulas do G8 organizadas no Reino Unido foram realizadas em Londres (1977, 1984, 1991), Birmingham (1998) e Gleneagles (2005).
O tema oficial da cúpula foi a evasão e a sonegação dos impostos. No entanto, a Guerra civil síria dominou as discussões. Um plano de sete pontos sobre a Síria foi aprovado após muito debate. Outros acordos incluíram uma maneira de automatizar a partilha de informações fiscais, novas regras para as empresas de mineração e um compromisso de pagamento final para os lançamentos de vítimas de sequestro. Os Estados Unidos e a União Europeia concordaram em iniciar negociações para um amplo acordo comercial.